# Lutas nos Jogos Olímpicos de Verão de 2020 - Livre até 62 kg feminino
A categoria livre até 62 kg feminino das lutas nos Jogos Olímpicos de Verão de 2020 ocorreu nos dias 3 e 4 de agosto de 2021 no Makuhari Messe, em Tóquio. Um total de 16 lutadoras, cada uma representando um Comitê Olímpico Nacional (CON), participaram do evento.

## Qualificação
Um total de 16 vagas foram atribuídas para a categoria livre até 62 kg feminino, cada uma representando um CON, conforme abaixo:
- 6 pelo Campeonato Mundial de 2019;
- 2 pelo torneio qualificatório pan-americano;
- 2 pelo torneio qualificatório europeu;
- 2 pelo torneio qualificatório da África e Oceania;
- 2 pelo torneio qualificatório asiático;
- 2 pelo torneio qualificatório mundial.

## Formato
As competições de luta livre consistem em um torneio de eliminação simples, com uma repescagem usada para determinar as vencedoras das duas medalhas de bronze. As duas finalistas se enfrentam pelas medalhas de ouro e prata. Cada lutadora que perde para uma das duas finalistas segue para a repescagem, culminando em duas lutas pela medalha de bronze com as perdedoras da semifinal, cada uma enfrentando a oponente restante da repescagem de sua metade da chave.

## Calendário
Horário local (UTC+9)
| Data                | Horário | Fase            |
| ------------------- | ------- | --------------- |
| 3 de agosto de 2021 | 11:00   | Qualificatórias |
| 3 de agosto de 2021 | 18:15   | Semifinais      |
| 4 de agosto de 2021 | 11:00   | Repescagem      |
| 4 de agosto de 2021 | 19:30   | Finais          |

## Medalhistas
| Ouro   | JPN Yukako Kawai                      |
| Prata  | KGZ Aisuluu Tynybekova                |
| Bronze | UKR Iryna Koliadenko BUL Taybe Yusein |

## Resultados
Estes foram os resultados da competição:
Legenda
- F — Vitória por queda.

### Chaveamento
|  | Oitavas de final              | Oitavas de final              | Oitavas de final |  |  | Quartas de final              | Quartas de final              | Quartas de final     |   |                        | Semifinais             | Semifinais             | Semifinais |  |  | Final | Final | Final |
|  |                               |                               |                  |  |  |                               |                               |                      |   |                        |                        |                        |            |  |  |       |       |       |
|  | KGZ Aisuluu Tynybekova        | KGZ Aisuluu Tynybekova        | 8                |  |  |                               |                               |                      |   |                        |                        |                        |            |  |  |       |       |       |
|  | LAT Anastasija Grigorjeva     | LAT Anastasija Grigorjeva     | 0                |  |  | KGZ Aisuluu Tynybekova        | KGZ Aisuluu Tynybekova        | 6F                   |   |                        |                        |                        |            |  |  |       |       |       |
|  | HUN Marianna Sastin           | HUN Marianna Sastin           | 1                |  |  | ROU Kriszta Incze             | ROU Kriszta Incze             | 0                    |   |                        |                        |                        |            |  |  |       |       |       |
|  | ROU Kriszta Incze             | ROU Kriszta Incze             | 3                |  |  |                               |                               |                      |   | KGZ Aisuluu Tynybekova | KGZ Aisuluu Tynybekova | 10                     |            |  |  |       |       |       |
|  | NGR Aminat Adeniyi            | NGR Aminat Adeniyi            | 4                |  |  |                               | UKR Iryna Koliadenko          | UKR Iryna Koliadenko | 0 |                        |                        |                        |            |  |  |       |       |       |
|  | UKR Iryna Koliadenko          | UKR Iryna Koliadenko          | 2F               |  |  | UKR Iryna Koliadenko          | UKR Iryna Koliadenko          | 4F                   |   |                        |                        |                        |            |  |  |       |       |       |
|  | CHN Long Jia                  | CHN Long Jia                  | 3                |  |  | CHN Long Jia                  | CHN Long Jia                  | 0                    |   |                        |                        |                        |            |  |  |       |       |       |
|  | USA Kayla Miracle             | USA Kayla Miracle             | 2                |  |  |                               |                               |                      |   |                        | KGZ Aisuluu Tynybekova | KGZ Aisuluu Tynybekova | 3          |  |  |       |       |       |
|  | JPN Yukako Kawai              | JPN Yukako Kawai              | 10               |  |  |                               | JPN Yukako Kawai              | JPN Yukako Kawai     | 4 |                        |                        |                        |            |  |  |       |       |       |
|  | ROC Lyubov Ovcharova          | ROC Lyubov Ovcharova          | 0                |  |  | JPN Yukako Kawai              | JPN Yukako Kawai              | 10                   |   |                        |                        |                        |            |  |  |       |       |       |
|  | TUN Marwa Amri                | TUN Marwa Amri                | 1                |  |  | SWE Henna Johansson           | SWE Henna Johansson           | 2                    |   |                        |                        |                        |            |  |  |       |       |       |
|  | SWE Henna Johansson           | SWE Henna Johansson           | 5                |  |  |                               |                               |                      |   | JPN Yukako Kawai       | JPN Yukako Kawai       | 3                      |            |  |  |       |       |       |
|  | MGL Khürelkhüügiin Bolortuyaa | MGL Khürelkhüügiin Bolortuyaa | 2                |  |  |                               | BUL Taybe Yusein              | BUL Taybe Yusein     | 2 |                        |                        |                        |            |  |  |       |       |       |
|  | IND Sonam Malik               | IND Sonam Malik               | 2                |  |  | MGL Khürelkhüügiin Bolortuyaa | MGL Khürelkhüügiin Bolortuyaa | 0                    |   |                        |                        |                        |            |  |  |       |       |       |
|  | BRA Laís Nunes                | BRA Laís Nunes                | 1                |  |  | BUL Taybe Yusein              | BUL Taybe Yusein              | 10                   |   |                        |                        |                        |            |  |  |       |       |       |
|  | BUL Taybe Yusein              | BUL Taybe Yusein              | 4                |  |  |                               |                               |                      |   |                        |                        |                        |            |  |  |       |       |       |

### Repescagem
|  | Repescagem                | Repescagem                | Repescagem |  | Disputa pelo bronze       | Disputa pelo bronze       | Disputa pelo bronze |  |  |  |  |
|  |                           |                           |            |  |                           |                           |                     |  |  |  |  |
|  | LAT Anastasija Grigorjeva | LAT Anastasija Grigorjeva | 14         |  | LAT Anastasija Grigorjeva | LAT Anastasija Grigorjeva | 1                   |  |  |  |  |
|  | ROU Kriszta Incze         | ROU Kriszta Incze         | 7          |  | UKR Iryna Koliadenko      | UKR Iryna Koliadenko      | 3                   |  |  |  |  |
|  |                           |                           |            |  |                           |                           |                     |  |  |  |  |
|  | ROC Lyubov Ovcharova      | ROC Lyubov Ovcharova      | 8          |  | ROC Lyubov Ovcharova      | ROC Lyubov Ovcharova      | 0                   |  |  |  |  |
|  | SWE Henna Johansson       | SWE Henna Johansson       | 7          |  | BUL Taybe Yusein          | BUL Taybe Yusein          | 10                  |  |  |  |  |

## Classificação final
| Pos.              | Lutadora                      |
| ----------------- | ----------------------------- |
| Medalha de ouro   | JPN Yukako Kawai              |
| Medalha de prata  | KGZ Aisuluu Tynybekova        |
| Medalha de bronze | UKR Iryna Koliadenko          |
| Medalha de bronze | BUL Taybe Yusein              |
| 5                 | LAT Anastasija Grigorjeva     |
| 5                 | ROC Lyubov Ovcharova          |
| 7                 | SWE Henna Johansson           |
| 8                 | ROU Kriszta Incze             |
| 9                 | CHN Long Jia                  |
| 10                | MGL Khürelkhüügiin Bolortuyaa |
| 11                | IND Sonam Malik               |
| 12                | USA Kayla Miracle             |
| 13                | HUN Marianna Sastin           |
| 14                | BRA Laís Nunes                |
| 15                | TUN Marwa Amri                |
| 16                | NGR Aminat Adeniyi            |